# Pablo Zeballos
Pablo Daniel Zeballos Ocampos (Asunción, Central; 4 de marzo de 1986) es un ex futbolista paraguayo. Jugaba como delantero y su último club fue el Club Sportivo Ameliano de la Primera División de Paraguay. Fue internacional con su selección.

## Trayectoria
Pablo Zeballos fue goleador de la División Intermedia del año 2006 con 15 goles marcados jugando para Sol de América, que ese mismo año se alzaría con el título de campeón gracias a sus goles.
En el año 2007, todavía como jugador de Sol de América, Zeballos se adjudica el título de goleo del Torneo Clausura en coautoría con Fabio Ramos con 15 tantos cada uno.
Durante su paso por Cerro Porteño en la temporada 2010, Zeballos vuelve a consagrarse como goleador del Torneo Apertura con 16 goles y posteriormente goleador del año con 24 dianas.
Para la temporada 2011 recala en Olimpia y obtiene el cetro de goleador del Torneo Apertura con 13 tantos que, sumados a otros 12 goles acumulados en el Clausura, lo consagrarían nuevamente como goleador absoluto de la temporada por segundo año consecutivo además de ser electo como el futbolista paraguayo del año por el periódico ABC Color.
De este modo, Zeballos se convierte en el único futbolista en adjudicarse tres veces el título de goleador de torneos cortos con tres equipos distintos: Sol de América (2007), Cerro Porteño (2010) y Olimpia (2011). Además de ser el único delantero en el nuevo siglo que logra consagrarse como goleador del año de la Primera División de Paraguay vistiendo las casacas de los dos equipos más reconocidos del país; Cerro Porteño y Olimpia.
A excepción de la temporada 2012, donde sólo participó del Torneo Apertura y marcó 6 goles, Zeballos fue goleador absoluto del Olimpia en el año 2011 con 25 goles (13 en el Apertura y 12 en el Clausura) como así también en el año 2015 con 8 goles, todos en el Torneo Clausura. Asimismo, fue goleador del conjunto franjeado en las dos últimas oportunidades que gritó campeón, en los años 2011 y 2015, respectivamente. En la actualidad ocupa la séptima plaza como máximo goleador histórico del Decano con 45 goles marcados en 95 partidos jugados.
Zeballos, además, forma parte de la selecta lista de futbolistas que lograron anotar uno o más goles en el superclásico del fútbol paraguayo jugando para los dos equipos. En 2010 lo hizo defendiendo los colores de Cerro y, en 2011 y 2015 lo repite como jugador de Olimpia.
Al presente destaca como el noveno máximo goleador histórico de la Primera División de Paraguay con 78 goles.

### Inicios y debut en Primera División
En su trayectoria, Zeballos jugó en el club Oriente Petrolero de Santa Cruz de la Sierra Primera División donde tuvo una gran actuación, luego de lograr el ascenso a Primera División con el club Sol de América con el cual se consagró como goleador del equipo y del torneo, por lo que se constituyó en figura clave.

### Sol de América
Su debut en la máxima categoría del fútbol paraguayo no se dio sino hasta después de haber jugado 6 meses en Bolivia (2006) con el club Oriente Petrolero donde en tan sólo 14 partidos anota 16 goles, demostrando ser un goleador de considerable calidad. Es por eso que Sol de América decidió traerlo de regreso para ayudar al equipo a permanecer en la máxima categoría del fútbol guaraní en el 2007 co-goleador y fue goleador del torneo, con 15 tantos.

### Cruz Azul
Duró apenas medio año en Sol de América y fue fichado por el Cruz Azul, uno de los clubes más importantes de México.
En su debut, el 2 de febrero de 2008, anota su primer gol con los cementeros, ante San Luis, en un partido que terminaría 4-0.
Desde la época de Sergio Markarián, Zeballos tuvo un gran funcionamiento en el equipo cuando entraba de relevo ya que suele imprimir un ritmo y una actitud diferente en el cuadro cementero, al parecer desde su debut en el Clausura 2008, y más tarde en la liguilla enfrentando a los Jaguares de Chiapas y al San Luis, anotando goles a ambas escuadras que le que darían la oportunidad a Cruz Azul de volver a jugar una final, después de mucho tiempo.

### Cerro Porteño
En enero de 2010, llegó a un arreglo con el club mexicano para ser cedido a préstamo por el término de una temporada al Club Cerro Porteño, con 16 tantos convertidos fue clave para el vicecampeonato y ser el co-goleador del torneo. En el Torneo Clausura convierte 8 tantos lo que le adjudica el honor de ser el goleador de la Temporada 2010 con 24 tantos.

### Olimpia
En diciembre de 2010, ficha por el Olimpia. Rápidamente ya en el torneo Apertura 2011 logra el subcampeonato acabando como el goleador del certamen con 13 tantos. En el torneo Clausura se consagra campeón con el equipo franjeado y queda como segundo goleador del campeonato con 12 tantos y como máximo goleador de la temporada con 28 anotaciones, incluidos sus 3 goles convertidos en la Copa Sudamericana 2011. Tras esto, Zeballos fue elegido el mejor futbolista paraguayo del 2011.

### Breve paso por Rusia y Ecuador
Luego es transferido al Krylia Sovetov en junio de 2012, pero no tuvo una buena campaña, pues según el jugador no lo utilizaban como delantero.
El 2013 lo contrata Emelec, formando parte del equipo ganador del primer semestre del año de Ecuador, aunque Zeballos nunca pudo ganarse el puesto de titular, a medio año volvió al Krylia Sovetov, club dueño de sus derechos futbolísticos.

### Botafogo
En enero de 2014, Zeballos regresa a Paraguay para su segundo ciclo en Olimpia que no pudo ser concretado a pesar del deseo de volver a vestir la casaca franjeada por problemas judiciales con el club, finalmente es transferido al Botafogo.

### Atlético Nacional
El 18 de diciembre de 2014 El delantero paraguayo es transferido al Atlético Nacional, equipo que disputó en ese año la final de la copa sudamericana y la perdió con el equipo de River Plate de Argentina. Llegó como refuerzo de peso para afrontar la Copa Libertadores-2015. El entrenador Juan Carlos Osorio quería que fuera pieza clave de su grupo de jugadores, teniendo en cuenta su pasado goleador en Paraguay. Sin embargo, el jugador llegó con poco ritmo tras no haber sido tenido en cuenta muy seguido en Botafogo, de Brasil, su club anterior, por lo que en Colombia tuvo un paso fugaz y sin protagonismo alguno. Nunca tuvo empatía con la tribuna y mucho menos con el DT risaraldense, quien lo relegó al banco y lo sacó de muchas convocatorias. Se caracterizó por sus enfrentamientos con los hinchas debido a su poco desempeño en el equipo y su actitud dentro de la cancha, el registro goleador continuo bajando. Paso sin pena ni gloria, y se convirtió en su cuarto (4) equipo en dos años, lo que significa una dilatada carrera.

### Olimpia
Al final del torneo Apertura 2015, volvió a Paraguay a vestir los colores de Olimpia. Saliendo Campeón en el torneo clausura 2015.

### Libertad
Llegó al Club Libertad de Tuyucua, en enero de 2016, en condición de préstamo, proveniente del Club Olimpia, jugó un par de partidos con el Gumarelo y consagrándose como campeón del apertura 2016 pero, siempre arrancando de suplente y con un rendimiento muy bajo, por el cual su contrato finalizó y en lo personal para el, paso por desapercibido por el club.

### River Plate
En enero del 2021 se desvincula del 12 de Octubre Football Club para firmar por una temporada con el Club River Plate de la Primera División de Paraguay. A finales del 2021 se desvincula del Kelito.

### Sportivo Ameliano
Luego de no tener mucha oportunidad en River Plate, fue presentado a en el Sportivo Ameliano en el cual ganó la Copa Paraguay pero al finalizar su contrato no lo renovaron así mismo finalizando su carrera en el 2022.

## Selección nacional
Zeballos fue citado por primera vez a la Selección de Paraguay de la mano del DT Gerardo Martino, en febrero de 2008. Posteriormente debuta con la casaca de la Albirroja en un encuentro amistoso contra la Selección de Honduras el 6 de febrero del mismo año.
Más tarde, vuelve a ser convocado a la Selección de cara a los partidos contra Brasil y Bolivia en el marco de las Eliminatorias Sudamericanas 2010.
Su primer y único tanto con la Selección se efectuaría en un encuentro amistoso disputado frente a la Selección de Argentina el 25 de mayo de 2011, donde Paraguay acabaría cayendo por el marcador de 4-2.
El 25 de junio del 2011, Zeballos es citado en la nómina de 23 jugadores para disputar la Copa América, donde jugaría el primer partido de la fase de grupos contra Ecuador y la final del torneo contra Uruguay. Obtendría el subcampeonato de la Copa América 2011, disputando la final en condición de titular.
Su último partido con la Selección data del 9 de junio del 2012 en la derrota 3-1 frente a Bolivia por las Eliminatorias Sudamericanas 2014.
Hasta el momento, Zeballos ha disputado nueve encuentros con la Albirroja entre los años 2008 y 2012, y ha marcado un gol.

### Goles en la selección
| Resultados | Resultados | Resultados | Resultados | Lugar       | Estadio            | Fecha              | Tipo                | Gol(es) |
| ---------- | ---------- | ---------- | ---------- | ----------- | ------------------ | ------------------ | ------------------- | ------- |
| Paraguay   | 2          | 4          | Argentina  | Resistencia | Estadio Centenario | 25 de mayo de 2011 | Amistoso Copa Chaco | 1 gol   |

Para un total de 1 gol.

## Clubes
| Club              | País     | Año       |
| ----------------- | -------- | --------- |
| Oriente Petrolero | Bolivia  | 2006      |
| Sol de América    | Paraguay | 2006-2007 |
| Cruz Azul         | México   | 2008-2009 |
| Cerro Porteño     | Paraguay | 2010      |
| Olimpia           | Paraguay | 2011-2012 |
| Krylia Sovetov    | Rusia    | 2012      |
| Emelec            | Ecuador  | 2013      |
| Botafogo          | Brasil   | 2014      |
| Atlético Nacional | Colombia | 2015      |
| Olimpia           | Paraguay | 2015      |
| Libertad          | Paraguay | 2016      |
| Sportivo Luqueño  | Paraguay | 2016      |
| Al-Wakrah         | Catar    | 2016      |
| Sportivo Luqueño  | Paraguay | 2017      |
| Sol de América    | Paraguay | 2017      |
| Oriente Petrolero | Bolivia  | 2018      |
| Royal Pari        | Bolivia  | 2019      |
| 12 de Octubre     | Paraguay | 2020      |
| River Plate       | Paraguay | 2021      |
| Sportivo Ameliano | Paraguay | 2022      |

## Estadísticas
- Actualizado al último partido disputado: 4 de septiembre de 2020.

| Sol de América Paraguay |               |               |     |     |   |   |   |    |    |    |     |      |      |
| 2.ª | 2006          | 17            | 15  | -   | - | - | - | -  | -  | 17 | 15  | 0.88 |      |
| 1.ª | 2007          | 43            | 16  | -   | - | - | - | -  | -  | 43 | 16  | 0.37 |      |
| 1.ª | 2017          | 19            | 6   | -   | - | - | - | -  | -  | 19 | 6   | 0.32 |      |
| 1.ª | 2018          | 17            | 4   | -   | - | - | - | 2  | 2  | 19 | 6   | 0.32 |      |
| Total club | Total club    | 96            | 41  | 0   | 0 | 0 | 0 | 2  | 2  | 98 | 43  | 0.44 |      |
| Oriente Petrolero · Bolivia |               |               |     |     |   |   |   |    |    |    |     |      |      |
| 1.ª | 2006          | 14            | 16  | -   | - | - | - | -  | -  | 14 | 16  | 1.14 |      |
| Total club | Total club    | 14            | 16  | 0   | 0 | 0 | 0 | 0  | 0  | 14 | 16  | 1.14 |      |
| Cruz Azul · México |               |               |     |     |   |   |   |    |    |    |     |      |      |
| 1.ª | 2007-08       | 21            | 6   | -   | - | - | - | -  | -  | 21 | 6   | 0.29 |      |
| 1.ª | 2008-09       | 36            | 9   | -   | - | - | - | 12 | 4  | 48 | 13  | 0.27 |      |
| 1.ª | 2009-10       | 8             | 1   | -   | - | - | - | 6  | 4  | 14 | 5   | 0.36 |      |
| Total club | Total club    | 65            | 16  | 0   | 0 | 0 | 0 | 18 | 8  | 83 | 24  | 0.29 |      |
| Cerro Porteño Paraguay |               |               |     |     |   |   |   |    |    |    |     |      |      |
| 1.ª | 2010          | 44            | 24  | -   | - | - | - | 6  | 0  | 50 | 24  | 0.48 |      |
| Total club | Total club    | 44            | 24  | 0   | 0 | 0 | 0 | 6  | 0  | 50 | 24  | 0.48 |      |
| Olimpia Paraguay |               |               |     |     |   |   |   |    |    |    |     |      |      |
| 1.ª | 2011          | 43            | 25  | -   | - | - | - | 6  | 3  | 49 | 28  | 0.57 |      |
| 1.ª | 2012          | 19            | 6   | -   | - | - | - | 5  | 3  | 24 | 11  | 0.46 |      |
| 1.ª | 2015          | 16            | 8   | -   | - | - | - | 6  | 0  | 22 | 8   | 0.36 |      |
| Total club | Total club    | 78            | 39  | 0   | 0 | 0 | 0 | 18 | 6  | 96 | 45  | 0.47 |      |
| Krylia Sovetov · Rusia |               |               |     |     |   |   |   |    |    |    |     |      |      |
| 1.ª | 2012-13       | 15            | 1   | -   | - | 1 | 0 | -  | -  | 16 | 1   | 0.06 |      |
| 1.ª | 2013-14       | 4             | 0   | -   | - | 1 | 0 | -  | -  | 5  | 0   | 0.00 |      |
| Total club | Total club    | 19            | 1   | 2   | 0 | 0 | 0 | 0  | 0  | 21 | 1   | 0.05 |      |
| Emelec · Ecuador |               |               |     |     |   |   |   |    |    |    |     |      |      |
| 1.ª | 2013          | 12            | 1   | -   | - | - | - | 7  | 0  | 19 | 1   | 0.05 |      |
| Total club | Total club    | 12            | 1   | 0   | 0 | 0 | 0 | 7  | 0  | 19 | 1   | 0.05 |      |
| Botafogo · Brasil |               |               |     |     |   |   |   |    |    |    |     |      |      |
| 1.ª | 2014          | 30            | 6   | 3   | 2 | 3 | 1 | -  | -  | 36 | 9   | 0.25 |      |
| Total club | Total club    | 30            | 6   | 3   | 2 | 3 | 1 | 0  | 0  | 36 | 19  | 0.25 |      |
| Atlético Nacional · Colombia |               |               |     |     |   |   |   |    |    |    |     |      |      |
| 1.ª | 2015          | 9             | 3   | -   | - | 2 | 0 | 4  | 2  | 15 | 5   | 0.33 |      |
| Total club | Total club    | 9             | 3   | 0   | 0 | 2 | 0 | 4  | 2  | 15 | 5   | 0.33 |      |
| Libertad Paraguay |               |               |     |     |   |   |   |    |    |    |     |      |      |
| 1.ª | 2016          | 15            | 1   | -   | - | - | - | -  | -  | 15 | 1   | 0.07 |      |
| Total club | Total club    | 15            | 1   | 0   | 0 | 0 | 0 | 0  | 0  | 15 | 1   | 0.07 |      |
| Sportivo Luqueño Paraguay |               |               |     |     |   |   |   |    |    |    |     |      |      |
| 1.ª | 2016          | 5             | 2   | -   | - | - | - | 2  | 0  | 7  | 2   | 0.29 |      |
| 1.ª | 2017          | 18            | 5   | -   | - | - | - | 2  | 0  | 20 | 5   | 0.25 |      |
| Total club | Total club    | 23            | 7   | 0   | 0 | 0 | 0 | 4  | 0  | 27 | 7   | 0.26 |      |
| Al-Wakrah Catar |               |               |     |     |   |   |   |    |    |    |     |      |      |
| 1.ª | 2016          | 11            | 4   | -   | - | - | - | -  | -  | 11 | 4   | 0.36 |      |
| Total club | Total club    | 11            | 4   | 0   | 0 | 0 | 0 | 0  | 0  | 11 | 4   | 0.36 |      |
| Oriente Petrolero · Bolivia |               |               |     |     |   |   |   |    |    |    |     |      |      |
| 1.ª | 2018          | 24            | 11  | -   | - | - | - | -  | -  | 24 | 11  | 2.18 |      |
| Total club | Total club    | 24            | 11  | 0   | 0 | 0 | 0 | 0  | 0  | 24 | 11  | 0.46 |      |
| Royal Pari · Bolivia |               |               |     |     |   |   |   |    |    |    |     |      |      |
| 1.ª | 2019          | 13            | 2   | -   | - | - | - | -  | -  | 13 | 2   | 0.15 |      |
| Total club | Total club    | 13            | 2   | 0   | 0 | 0 | 0 | 0  | 0  | 13 | 2   | 0.15 |      |
| 12 de Octubre Paraguay |               |               |     |     |   |   |   |    |    |    |     |      |      |
| 1.ª | 2020          | 13            | 6   | -   | - | - | - | -  | -  | 13 | 6   | 0.46 |      |
| Total club | Total club    | 13            | 6   | 0   | 0 | 0 | 0 | 0  | 0  | 13 | 6   | 0.46 |      |
| Total carrera | Total carrera | Total carrera | 466 | 178 | 3 | 2 | 7 | 1  | 59 | 18 | 535 | 199  | 0.37 |
| (1) Incluye datos de Campeonato Carioca. (2) Incluye datos de Copa de Rusia, Copa de Brasil, Superliga de Colombia. (3) Incluye datos de Copa Libertadores, Copa Sudamericana, CONCACAF Champions League. (4) No incluye goles en partidos amistosos. |               |               |     |     |   |   |   |    |    |    |     |      |      |

### Hat-tricks
Partidos en los que anotó tres o más goles.
| 1 | 20 de agosto de 2006    | Felipe Giménez, Presidente Franco | Sol de América - Cerro Porteño PF | 68' · 79' · 86' | 3-0 | División Intermedia  |
| 2 | 15 de noviembre de 2008 | Estadio Azul, Ciudad de México    | Cruz Azul - Chiapas               | 51' · 54' · 79' | 4-1 | Torneo Apertura 2008 |
| 3 | 18 de abril de 2010     | Defensores del Chaco, Asunción    | Cerro Porteño - Nacional          | 68' · 79' · 86' | 3-0 | Torneo Apertura 2010 |

### Resumen de goles en el fútbol paraguayo
| Club           | División         | Temporada | Partidos | Goles | Promedio |
| -------------- | ---------------- | --------- | -------- | ----- | -------- |
| Sol de América | Intermedia       | 2006      | 18       | 15    | 0,83     |
| Sol de América | Primera División | 2007      | 38       | 15    | 0,39     |
| Cerro Porteño  | Primera División | 2010      | 44       | 24    | 0,54     |
| Olimpia        | Primera División | 2011      | 43       | 25    | 0,58     |
| Olimpia        | Primera División | 2012      | 19       | 6     | 0,33     |
| Olimpia        | Primera División | 2015      | 16       | 8     | 0,50     |
| Libertad       | Primera División | 2016      | 2        | 0     | 0        |
| Total          | Total            | Total     | 180      | 93    | 0,51     |

Actualmente es el quinto jugador en actividad en el top 10 de los goleadores históricos del fútbol paraguayo.

### Resumen estadístico de la carrera
| Competición           | Partidos | Goles | Promedio |
| --------------------- | -------- | ----- | -------- |
| División Intermedia   | 18       | 15    | 0,83     |
| Primera Dvisión       | 327      | 121   | 0,38     |
| Copas nacionales      | 11       | 3     | 0,27     |
| Copas Internacionales | 58       | 17    | 0,29     |
| Selección Paraguaya   | 9        | 1     | 0,11     |
| Total carrera         | 423      | 157   | 0,37     |

### Goles en la Copa Libertadores
| Resultados        | Resultados | Resultados | Resultados       | Lugar          | Estadio                         | Fecha                 | Temporada | Gol(es) |
| ----------------- | ---------- | ---------- | ---------------- | -------------- | ------------------------------- | --------------------- | --------- | ------- |
| Olimpia           | 3          | 3          | Flamengo         | Río de Janeiro | Estadio Olímpico João Havelange | 15 de marzo de 2012   | 2012      | 1 gol   |
| Olimpia           | 3          | 2          | Flamengo         | Asunción       | Estadio Defensores del Chaco    | 28 de marzo de 2012   | 2012      | 1 gol   |
| Olimpia           | 2          | 3          | Emelec           | Asunción       | Estadio Defensores del Chaco    | 12 de abril de 2012   | 2012      | 1 gol   |
| Atlético Nacional | 2          | 2          | Libertad         | Asunción       | Estadio Dr. Nicolás Leoz        | 19 de febrero de 2015 | 2015      | 1 gol   |
| Atlético Nacional | 1          | 1          | Estudiantes (LP) | Medellín       | Estadio Atanasio Girardot       | 5 de marzo de 2015    | 2015      | 1 gol   |

Para un total de 5 goles.

### Goles en la Copa Sudamericana
| Resultados     | Resultados | Resultados | Resultados             | Lugar       | Estadio                         | Fecha                    | Temporada | Gol(es) |
| -------------- | ---------- | ---------- | ---------------------- | ----------- | ------------------------------- | ------------------------ | --------- | ------- |
| Olimpia        | 2          | 1          | Emelec                 | Guayaquil   | Estadio George Capwell          | 20 de septiembre de 2011 | 2011      | 1 gol   |
| Olimpia        | 2          | 3          | Arsenal                | Sarandí     | Estadio Julio Humberto Grondona | 19 de octubre de 2011    | 2011      | 2 goles |
| Sol de América | 2          | 0          | Independiente Medellín | Villa Elisa | Estadio Luis Alfonso Giagni     | 12 de abril de 2018      | 2018      | 2 goles |
| River Plate    | 2          | 1          | Guaireña               | Asunción    | Estadio Defensores del Chaco    | 18 de marzo de 2021      | 2021      | 1 gol   |
| River Plate    | 4          | 2          | Guaireña               | Asunción    | Estadio Defensores del Chaco    | 8 de abril de 2021       | 2021      | 1 gol   |

Para un total de 7 goles.

## Palmarés
| Título             | Club              | País     | Año  |
| ------------------ | ----------------- | -------- | ---- |
| Segunda División   | Sol de América    | Paraguay | 2006 |
| Torneo Clausura    | Olimpia           | Paraguay | 2011 |
| Serie A de Ecuador | Emelec            | Ecuador  | 2013 |
| Torneo Clausura    | Olimpia           | Paraguay | 2015 |
| Torneo Apertura    | Libertad          | Paraguay | 2016 |
| Copa Paraguay      | Sportivo Ameliano | Paraguay | 2022 |

## Distinciones individuales
| Distinción                                                                                 | Año             |
| ------------------------------------------------------------------------------------------ | --------------- |
| Séptimo máximo goleador histórico del Club Olimpia (45 goles)                              | 2011 - Presente |
| Noveno máximo goleador histórico del fútbol paraguayo (78 goles)                           | 2007 - Presente |
| Goleador de la División Intermedia (15 goles)                                              | 2006            |
| Goleador del Torneo Clausura (15 goles)                                                    | 2007            |
| Goleador del Torneo Apertura (16 goles)                                                    | 2010            |
| Goleador del año del fútbol paraguayo (24 goles)                                           | 2010            |
| Goleador del Torneo Apertura (13 goles)                                                    | 2011            |
| Goleador del año del fútbol paraguayo (25 goles)                                           | 2011            |
| Futbolista paraguayo del año                                                               | 2011            |
| Tricampeón de goleo de la Primera División de Paraguay con tres equipos distintos (récord) | 2007 - Presente |